# Nyack

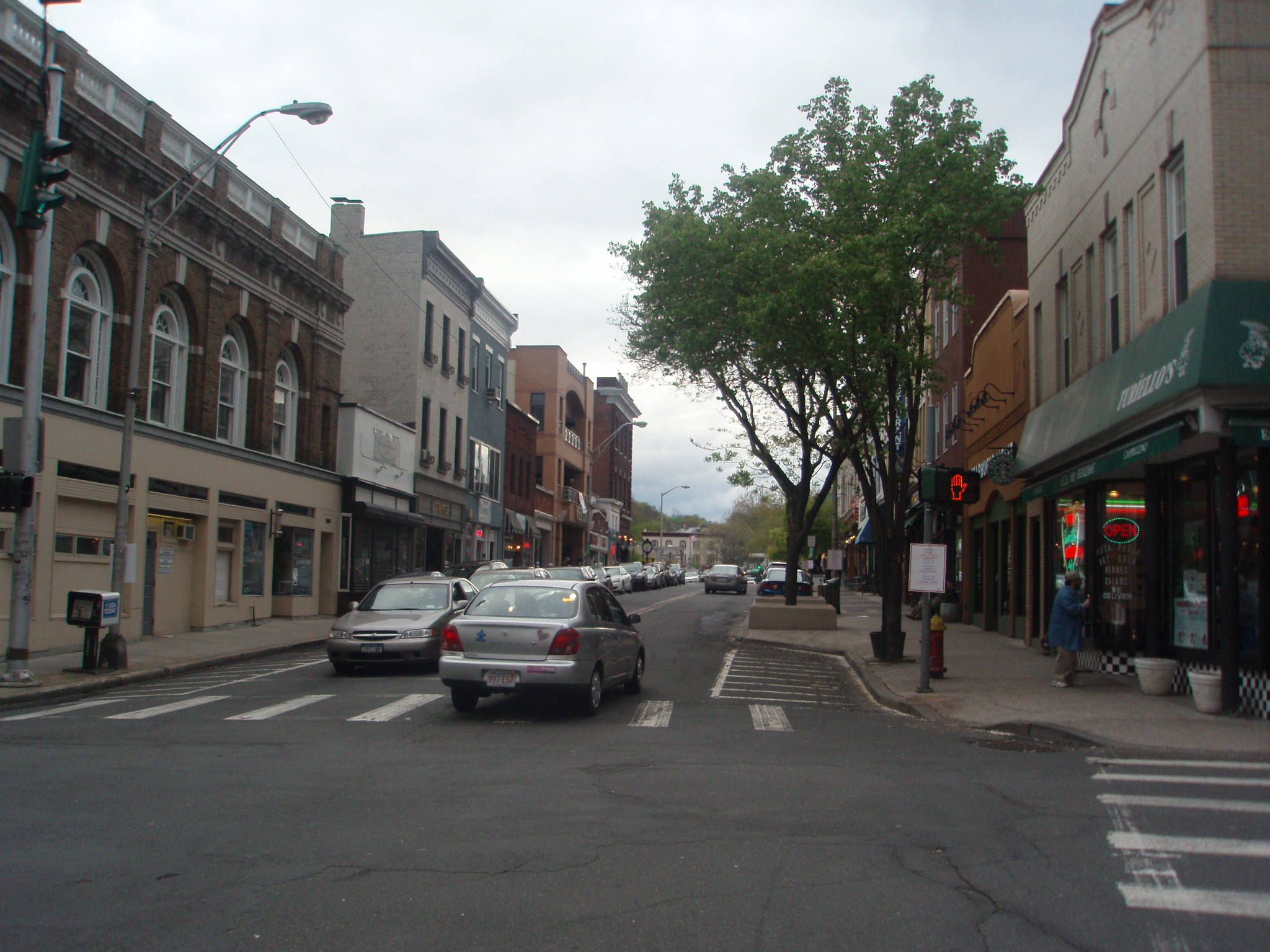
Ulica w Nyack (2010)

Nyack /ˈnaɪ.æk/ – wieś w Stanach Zjednoczonych, w hrabstwie Rockland w stanie Nowy Jork. Stanowi obecnie część rozległych przedmieści Nowego Jorku, leżąc ok. 31 km na północ od Manhattanu, nad rzeką Hudson. W 2014 roku liczyło 7002 mieszkańców.
W Nyack ostatnie lata życia spędził rosyjski urzędnik państwowy, emigracyjny poeta, pisarz, publicysta, tłumacz literacki, Aleksandr Kondratjew.